# Tariano jezik
Tariano jezik (ISO 639-3: tae; taliáseri, tariano, tariáno, tarîna), jezik Tariána Indijanaca kojim još govori ukupno oko 430 ljudi od ukupno 1 500 Tariána u Brazilu (Rodrigues 1986) sa svega 100 govornika i 440 u Kolumbiji s 330 govornika.
Pripada sjevernoaravačkoj skupini aravačkih jezika. Pleme je nasljeno u bazenu rijeke Vaupés, srednji tok Vaupésa, Santa Rosa (Juquira), Iauarete, Periquitos i Ji-Ponta u Brazilu, i regiji Vaupés i donjoj Papurí u kolumbiji. 

## Vanjske poveznice
- Ethnologue (14th)
- Ethnologue (15th)